# Izland hadereje

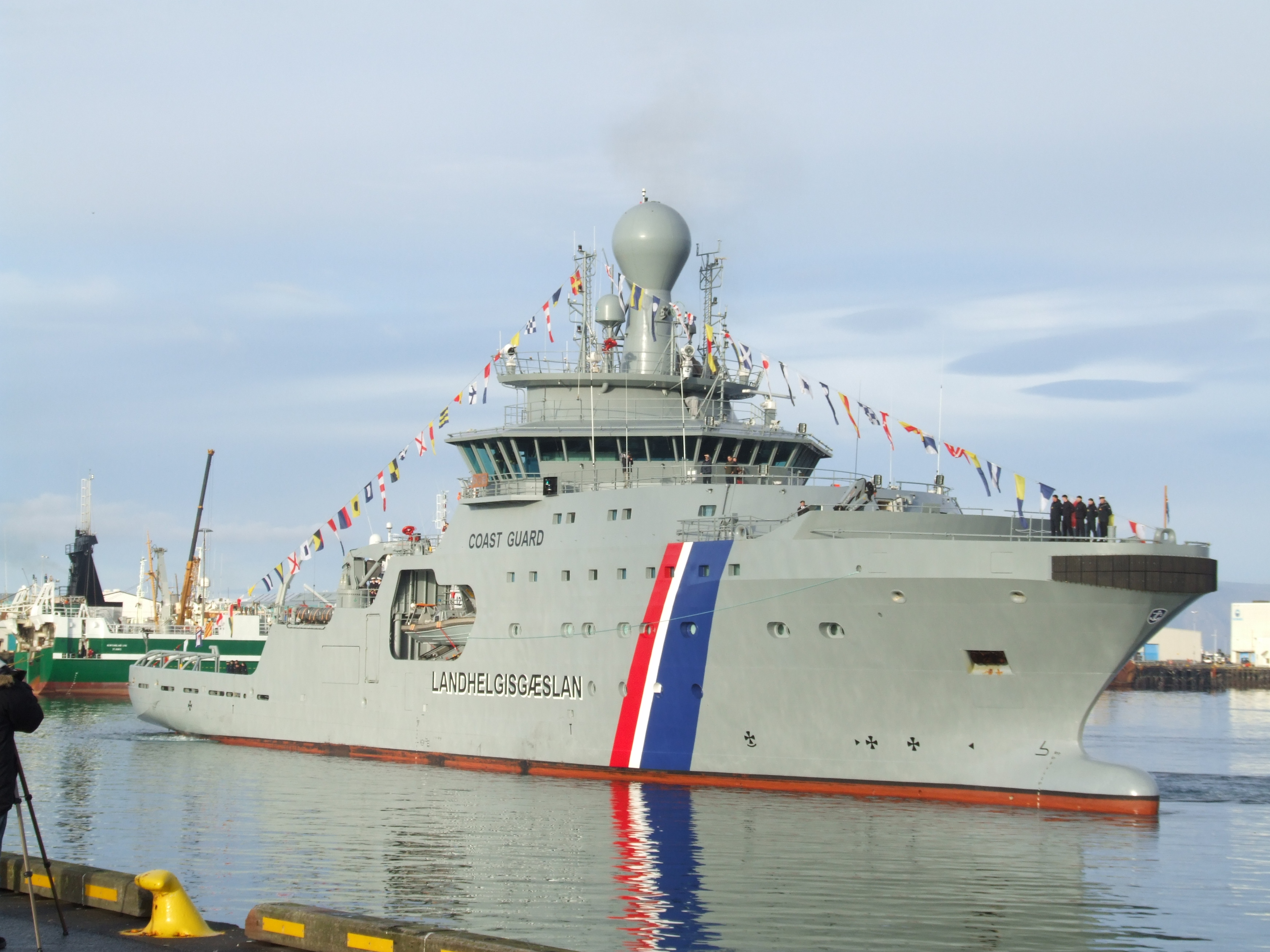
Az izlandi Þór IV zászlóshajó Reykjavíkban

Az izlandi állam soha nem rendelkezett haderővel, de stratégiai helyzete miatt a NATO alapító tagja lett. Védelmét a NATO keretén belül, illetve egy kétoldalú megállapodás alapján az Amerikai Egyesült Államok látja el. Az USA egyik legnagyobb katonai légibázisa Izlandon, Keflavíkban volt 1951 és 2006 szeptembere között.
A közhiedelemmel ellentétben Izlandnak vannak fegyveres erői, többek között békefenntartók (Íslenska Friðargæslan), légvédelmi egységek (Íslenska Loftvarnarkerfið), parti őrség (Landhelgisgæsla Íslands vagy egyszerűen Landhelgisgæslan), a rendőrség (Lögreglan) és egy különleges rendőri alakulat (Víkingasveitin vagy Sérsveit ríkislögreglustjórans).